# Невилл, Джон, 1-й барон Невилл
Джон Невилл (англ. John Neville; ок. 1410 — 29 марта 1461) — английский аристократ и военачальник, 1-й барон Невилл с 1459 года, второй сын Джона Невилла, барона Невилла, от брака с Элизабет Холланд. Юношеские годы провёл в борьбе со своим дядей, графом Солсбери, за наследство Невиллов, которого он с братьями был лишён по завещанию деда. По соглашению 1443 года его старшему брату, Ральфу Невиллу, 2-му графу Уэстморленду, были возвращены некоторые владения, но у Джона оставалось недовольство несправедливым разделом. В результате во время политического кризиса 1450-х годов, который привёл к войне Алой и Белой розы, он оказался сторонником Ланкастеров, а не Йорков, как граф Солсбери и его сыновья.
После первой битвы при Сент-Олбансе Джон играл заметную роль в вооружённых конфликтах того времени. В 1459 году он получил баронский титул, а также ряд владений бежавших из Англии йоркистов. Джон сохранил своё положение и при возвращении Йорков к власти. Однако при первой возможности он перешёл на сторону Ланкастеров. По одной из теорий, именно его предательство было одной из причин поражения армии герцога Йоркского в битве при Уэйкфилде, закончившейся гибелью герцога и ряда его сторонников, в том числе и графа Солсбери.
Джон погиб 29 марта 1461 года в битве при Таутоне, после которой власть в Англии перешла к Эдуарду IV Йоркскому. Владения и титул Джона были конфискованы, только в 1472 году Эдуард IV вернул их его наследнику, Ральфу Невиллу.

## Происхождение
Джон происходил из старшей ветви аристократического английского рода Невиллов, который был вторым по значимости родом в северо-восточной Англии после рода Перси. Он был вторым из сыновей Джона Невилла, старшего сына Ральфа Невилла, 1-го графа Уэстморленда, одного из самых могущественных магнатов на севере Англии, от первого брака с Маргарет Стаффорд. Джон Старший умер раньше отца — в 1420 году. При этом по завещанию графа Уэстморленда, составленному в 1424 году, дети, родившиеся от его первого брака, были лишены большинства владений, переданных детям от второго брака с Джоан Бофорт, легитимизированной дочерью Джона Гонта, герцога Ланкастера и Екатерины Суинфорд.
Мать Джона, Элизабет Холланд, была дочерью Томаса Холланда, 2-го графа Кента, единоутробного брата короля Англии Ричарда II. Холланды выдвинулись в XIV веке. Томас Холланд, 1-й граф Кент, дед Элизабет, был женат на Джоанне, 4-й графине Кент, внучке короля Эдуарда I; после смерти Томаса она вышла замуж за принца Уэльского Эдуарда Чёрного Принца, старшего сына и наследника короля Эдуарда III, в этом браке родился король Ричард II. Благодаря родству с ним, сыновья Томаса Холланда сделали успешную придворную карьеру, заметно обогатившись.
У Джона было двое братьев: старший, Ральф Невилл (17 сентября 1406 — 3 ноября 1484), 2-й граф Уэстморленд с 1425 года, и младший, сэр Томас Невилл (ум. ок. 1459), владелец замка Брансепет в Дареме. Также у него была сестра Маргарет, которая была замужем за сэром Уильямом Люси из Вудкрофта в Беркшире.

## Спор за наследство
Джон родился около 1410 года. В 1420 году умер его отец, в 1423 году — мать, а в 1425 году — дед. В результате действий деда, которые названы историком Чарльзом Россом «амбициозным семейным мошенничеством», Джон и его 2 брата были лишены большей части законного наследства, что привело к ожесточённым спорам о наследстве Невиллов. Хотя старший брат Джона, Ральф Невилл, и получил в 1425 году титул 2-го графа Уэстморленда, его попытки вернуть наследство деда у потомков Джоан Бофорт, самым могущественным из которых был Ричард Невилл, 5-й граф Солсбери, были безуспешны.
По сути в 1430-е годы между представителями двух ветвей Невиллов велась феодальная война, в которой Джон воевал на стороне своего брата, играя в ней заметную роль. В 1438 году он упоминается в письме, которое канцлер Джон Стаффорд написал королю. В частности, там говорится, что Джон собирал большие армии, совершал «великие и ужасные преступления», а также «убивал и уничтожал» жителей северной Англии. Но при этом спор был неравным, ибо граф Солсбери был богаче и был связан родством со многими влиятельными представителями знати и духовенства, в том числе с королём Генрихом VI.
Вражда между двумя ветвями рода продолжалась до 1443 года, когда было достигнуто формальное урегулирование земельного спора. Хотя граф Уэстморленд и смог получить родовой замок Рэби в Дареме, остальные владения так и остались у графа Солсбери. В итоге представители старшей ветви Невиллов продолжали обижаться на своих кузенов и конфликт окончательно так и не угас. В результате во время политических событий 1450-х годов, которые привели к войне Алой и Белой розы, представители двух ветвей Невиллов оказались в разных лагерях: потомки Маргарет Стаффорд поддерживали Ланкастеров, а потомки Джоан Бофорт (граф Солсбери и его сыновья) — Йорков.
После урегулирования 1443 года граф Уэстморленд, судя по всему, во многом перестал участвовать в государственной политике, а на первые роли выдвинулся Джон. Он стал сторонником королевы Маргариты Анжуйской, жены короля Генриха VI, надеясь, что она будет его союзником в борьбе против герцога Ричарда Йоркского, графа Солсбери и его сына, Ричарда Невилла, графа Уорика.
В начале 1450-х Джон женился на Анне Холанд, дочери Джона Холланда, 2-го герцога Эксетера, близкого родственника своей матери, вдове своего племянника Джона Невилла, рано умершего сына графа Уэстморленда. В этом браке родился как минимум один сын — Ральф.

## Война Алой и Белой розы
21 мая 1455 года в Лестере должен был состояться Великий совет, куда был вызван и Джон Невилл в качестве представителя Западного райдинга Йоркшира. Герцог Йоркский, который опасался, что на совете ему будут предъявлены обвинения, отбыл на север, где вместе с графами Солсбери и Уориком собрал войска, после чего 22 мая они напали на сторонников короля около Сент-Олбанса, разбив их, в результате чего герцог Йоркский оказался фактическим правителем Англии. В феврале 1456 года Маргарита Анжуйская вернула себе контроль над правительством и призвала Джона Невилла возобновить соперничество с графом Солсбери, союзником Ричарда Йоркского. Когда 1457 году умер Роберт Невилл, епископ Дарема, брат графа Солсбери, королева добилась, чтобы вакантный престол занял её сторонник Лоуренс Бут, на племяннице которого позже женился Ральф, сын Джона. Новый епископ сразу же стал избавляться от родственников графа Солсбери, занимавших разные административные должности в епархии, заменяя их на представителей старшей ветви Невиллов. Так Джон получил должность судьи ассизы и в результате возглавил судебную систему епархии. Также он получил часть конфискованного имущества покойного епископа.
В октябре 1459 года Йорки были разгромлены в битве на Ладфордском мосту и бежали из Англии; они были объявлены изменниками, а их владения были конфискованы. За свою верность Джон Невилл получил значительные награды. В их число вошли владения, в основном ранее принадлежавшие графу Солсбери, а также часть его должностей. 20 ноября Джон был вызван на заседание парламента в Ковентри, вошедшее в историю под названием «Парламент Дьяволов», как барон Невилл. 19 декабря «за добрую службу против мятежников» он был назначен констеблем солсберийских замков Мидлхем и Шериф Хаттон, получил под управление связанные с замками земли, а также долю конфискованных поместий йоркиста Джона Коньерса. В графстве Дарем Джон стал констеблем замка Барнард и главным лесничим Тисдейлского леса с ежегодной рентой в 40 марок. 18 марта 1460 года он получил ещё одно пожалование из владений Солсбери — маноры Уортон и Банбридж, а также лес Венсдейл, что принесло ему ещё 100 марок ежегодной ренты.
До поражения Ланкастеров в июле 1460 года в битве при Нортгемптоне Джон занимался подготовкой войск для армии королевы. После перехода власти к Йоркам он, судя по всему, подчинился новому правительству, которое возглавил граф Уорик. 30 июля 1460 года Джон вызывался в парламент. Скорее всего, йоркисты не считали его непримиримым врагом, и он смог заслужить у них доверие. Джон отсутствовал на заседании парламента, на котором герцог Йоркский предъявил свои права на английский трон, но был назначен в комиссию для борьбы против ланкастерских «мятежников», которые собирались в северной Англии. Позже Джон присоединился к Маргарите Анжуйской в Йоркшире, участвуя в опустошении северных владений йоркистов. В это же время правительство, судя по всему, не подозревало о действиях Джона и назначило его в состав комиссии по судебным разбирательствам, которая должна была заседать 8 декабря.
В декабре 1460 года герцог Йорский, обеспокоенный ситуацией в северной Англии, лично возглавил армию, выступившую на север. Джон Невил, которого герцог считал своим союзником, встретился с ним и получил полномочия собрать армию от его имени, однако с собранными новобранцами присоединился к армии королевы Маргариты. В результате он 30 декабря принимал участие в битве при Уэйкфилде в составе ланкастерской армии. Битва закончилось разгромом йоркистов, в числе погибших были герцог Йоркский, а также двое представителей младшей ветви Невиллов — граф Солсбери и его второй сын Томас. Существует теория, что Ричард Йорскский покинул укреплённый замок Сандал, чтобы сражаться с более многочисленной армией ланкастерцев, поскольку надеялся, что Джон Невилл приведёт ему подкрепление, однако тот его предал и присоединился к армии королевы, как только герцог покинул замок.
Далее Джон двигался на юг в составе ланкастерской армии, по пути грабя города. 16 января 1461 года его люди разграбили Беверли, 20 января — Йорк. Кроме того, Джон и его брат Ральф объявили о том, что поддерживают условия договора, заключённого Маргаритой Анжуйской, по которому Шотландия за оказанную помощь получала Берик. 17 февраля Джон, вероятно, участвовал во второй битве при Сент-Олбансе, в которой армия йоркистов под командованием его двоюродного брата графа Уорика потерпела поражение.

## Гибель и наследство
В марте 1461 года йоркисты, которых возглавлял Эдуард, наследник покойного Ричарда Йоркского, двинулись в северную Англию. Джон вместе со своим двоюродным братом Джоном Клиффордом, командовали ланкастерским отрядом, который устроил засаду авангарду йоркистов под командованием графа Уорика на рассвете 28 марта в битве при Феррибридже. Отступая на север в сторону остальной ланкастерской армии, они попали в засаду, организованную в долине Динтингдейл недалеко от Сакстона Уильямом Невиллом, бароном Фоконбергом, младшим полнородным братом покойного графа Солсбери. В результате Клиффорд и большинство его людей погибли.
На следующий день Эдуард Йорский в битве при Таутоне нанёс противникам сокрушительное поражение. Большинство ланкастерцев погибли во время битвы или при их преследовании во время отступления, во время которого многие утонули при переправе через реку. Рыцари, попавшие в плен, были вскоре казнены. В числе погибших был и Джон Невилл. Узнав о поражении своих сторонников, Генрих VI и Маргарита Анжуйская бежали на север. Эдуард вернулся в Лондон и 28 июня был коронован под именем Эдуарда IV.
4 ноября 1461 года Джон Невилл был объявлен изменником, а его владения были конфискованы и присоединены к короне. Вдова, Анна Холланд, осталась без обеспечения. Позже она вышла замуж за шотландского аристократа Джеймса Дугласа, 9-го графа Дугласа, но брак этот так и остался бездетным. Она умерла в 1486 году.
Ральф, сын и наследник Джона и Анны, в момент гибели отца был малолетним. Только после гибели графа Уорика в 1471 году у него появились перспективы получить наследство отца, чему способствовал епископ Дарема Бут. В октябре 1472 года 18-летнему Ральфу Эдуард IV вернул отцовский титул и владения. Кроме того, после смерти в 1484 году своего дяди он получил титул 3-го графа Уэстморленда и его владения.

## Брак и дети
Жена: с 1451/1454 Анна Холланд (до 1432 — 26 декабря 1486), дочь Джона Холланда, 2-го герцога Эксетера, и Анны Стаффорд, вдовы Джона Невилла, лорда Невилла, рано умершего сына Ральфа Невилла, 2-го графа Уэстморленда. Её третьим мужем был Джеймс Дуглас (после 1426 — после 22 мая 1491), 9-й граф Дуглас. Дети:
- Ральф Невилл (1456 — 6 февраля 1499), 2-й барон Невилл с 1472, 3-й граф Уэстморленд и 6-й барон Невилл из Рэби с 1484[8].